# Genicanthus caudovittatus
Espèce
Synonymes
- Centropyge caudovittatus (Günther, 1860)
- Holacanthus caudibicolor Sauvage, 1891
- Holacanthus caudovittatus Günther, 1860
- Holacanthus zebra Sauvage, 1891

Statut de conservation UICN

 LC  : Préoccupation mineure
Le Poisson-ange lyre zébré de l'océan Indien (Genicanthus caudovittatus) est une espèce de poissons de la famille des pomacanthidés. Elle est présente dans les récifs coralliens de l'océan Indien et de la mer Rouge. La taille maximale pour cette espèce est de 20 cm,.

## Dimorphisme sexuel
Le Poisson-ange lyre zébré de l'océan Indien présente un dimorphisme sexuel important. C'est la robe du mâle qui a donné le nom commun de cette espèce en raison de ses rayures noires et blanches.

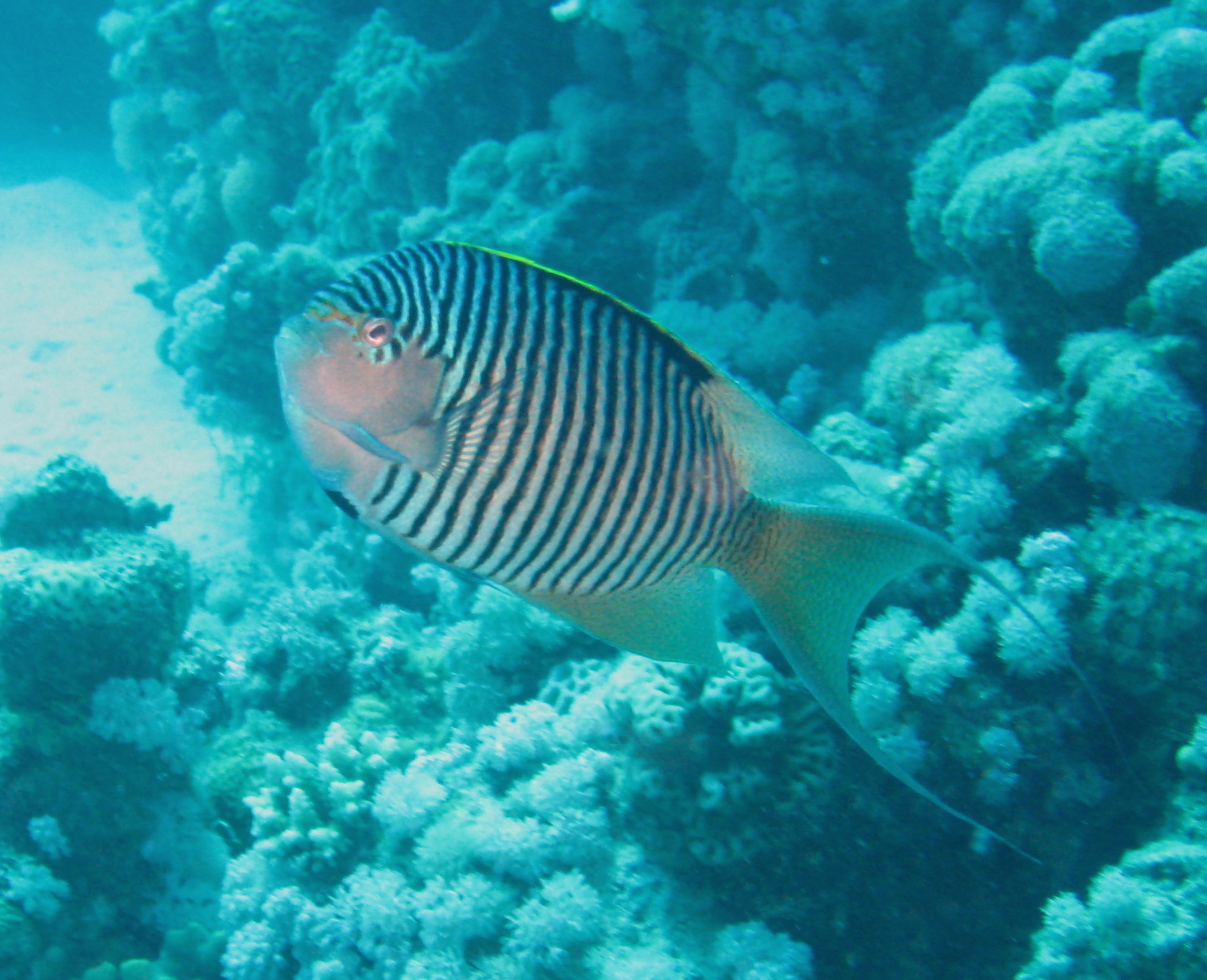
Mâle
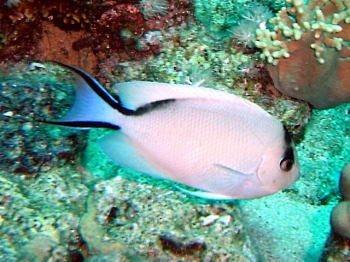
Femelle